# Tobeltal
Das Tobeltal ist ein vom Landratsamt Münsingen am 24. Juli 1958 durch Verordnung ausgewiesenes Landschaftsschutzgebiet auf dem Gebiet der Gemeinde Zwiefalten.

## Lage
Das Tobeltal liegt südwestlich von Zwiefalten im von Südwesten nach Nordosten verlaufenden Tal des Tobelbachs. Durch das Gebiet verläuft die Kreisstraße 6745, die nach Upflamör und Mörsingen führt. Das Schutzgebiet ist ungefähr 2,2 km lang und durchschnittlich ungefähr 140 m breit. Es gehört zum Naturraum Mittlere Flächenalb.

## Landschaftscharakter
Das schluchtartige Tobeltal wird vom teilweise begradigten Tobelbach durchflossen. Es ist tief in das anstehende Juragestein eingeschnitten und zeichnet sich daher durch zahlreiche Felsformationen an den Talhängen aus. Die Hänge sind bewaldet und teilweise als Schluchtwald anzusprechen. Unterhalb der Lerchenhalde und im Gewann Wanne befinden sich Wiesen in der Talaue. Im Nordosten des Gebiets befindet sich ein Feuchtbiotop, das von der Kesselbachquelle gespeist wird.

## Zusammenhängende Schutzgebiete
Im Süden schließt unmittelbar das Landschaftsschutzgebiet Riedlinger Alb an. Das Gebiet liegt im  FFH-Gebiet Glastal, Großer Buchwald und Tautschbuch und im Vogelschutzgebiet Täler der Mittleren Flächenalb und gehört zur Pflegezone des Biosphärengebiets Schwäbische Alb.